# هاوسنایندورف
هاوسنایندورف (به آلمانی: Hausneindorf) یک منطقهٔ مسکونی در آلمان است که در زلک-اوه واقع شده‌است. هاوسنایندورف ۸۱۹ نفر جمعیت دارد.